# Argyrogrammana placibilis
Argyrogrammana placibilis is een vlindersoort uit de familie van de prachtvlinders (Riodinidae), onderfamilie Riodininae.
Argyrogrammana placibilis werd in 1910 beschreven door Stichel.